# Lijst van personen overleden in juli 2022
Dit is een lijst van bekende personen die zijn overleden in juli 2022.

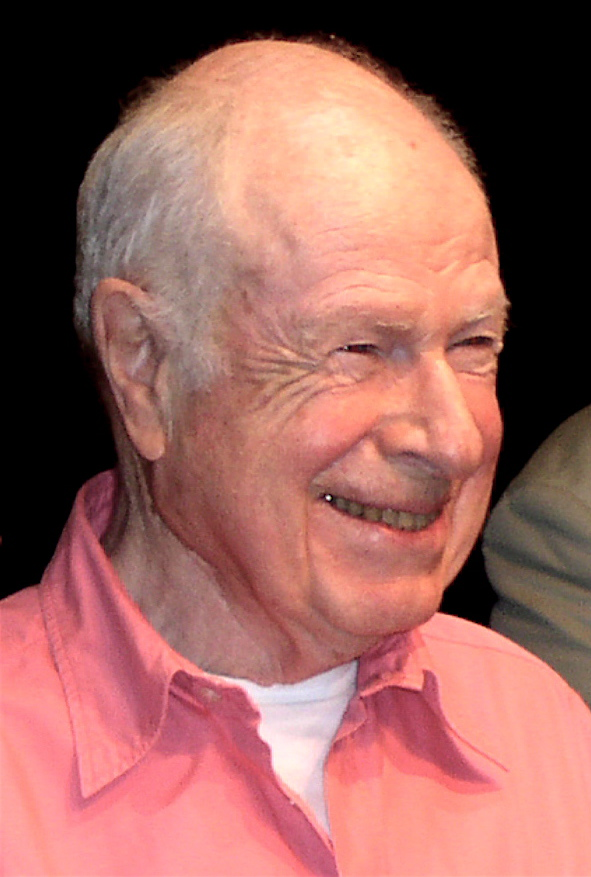
Peter Brook
2 juli

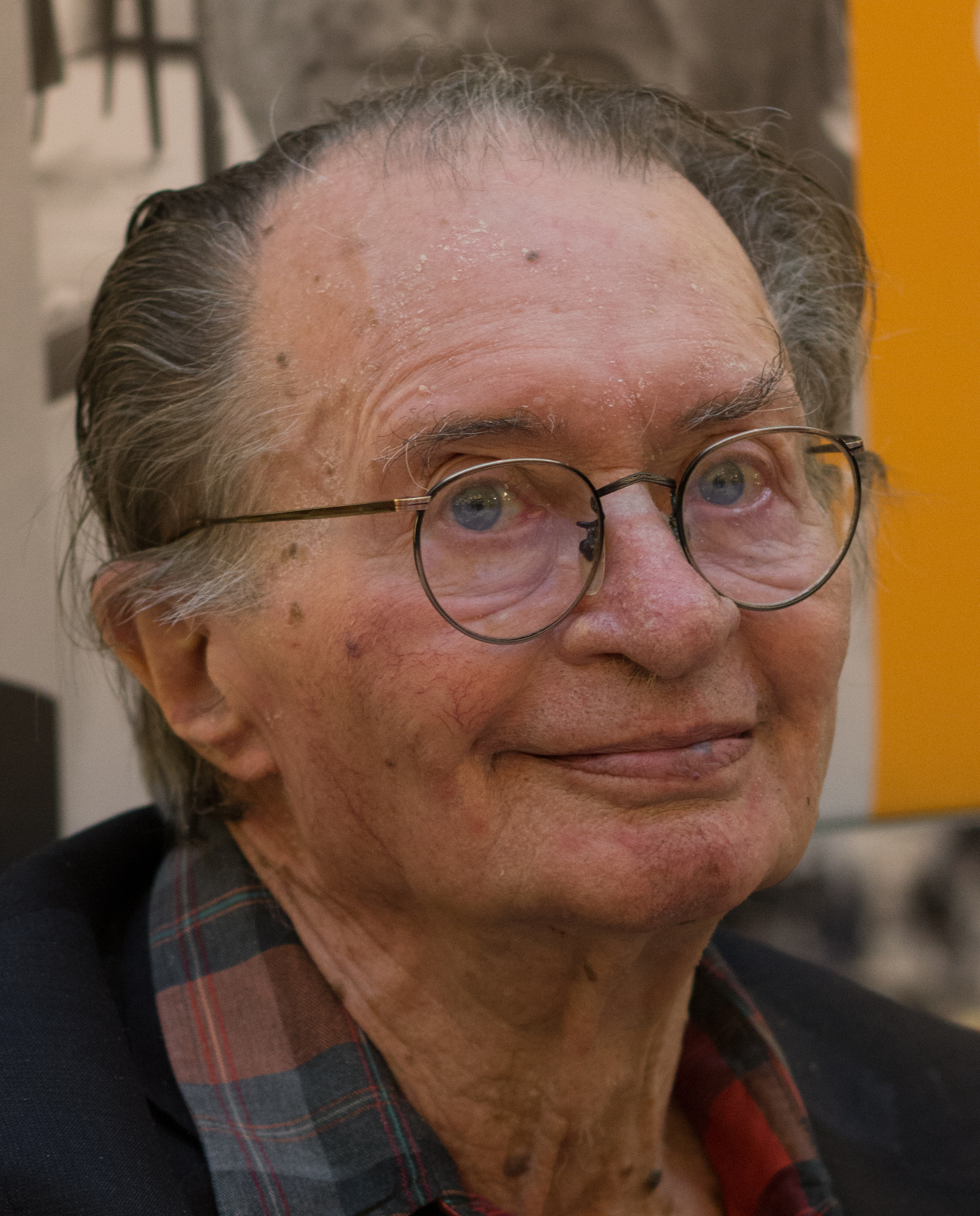
Remco Campert
4 juli

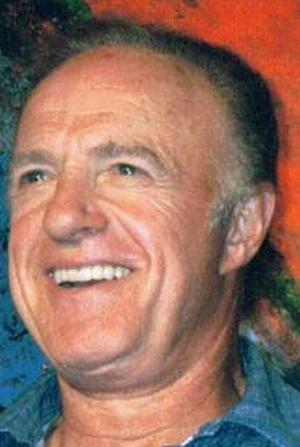
James Caan
6 juli

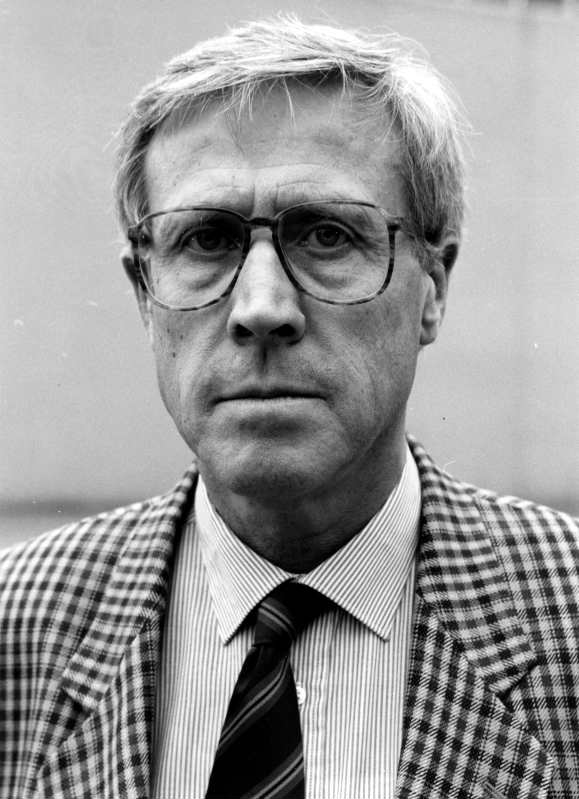
Wim Quist
6 juli

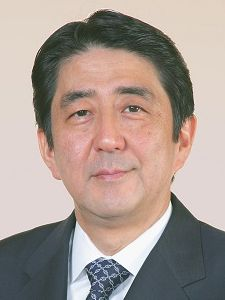
Shinzo Abe
8 juli

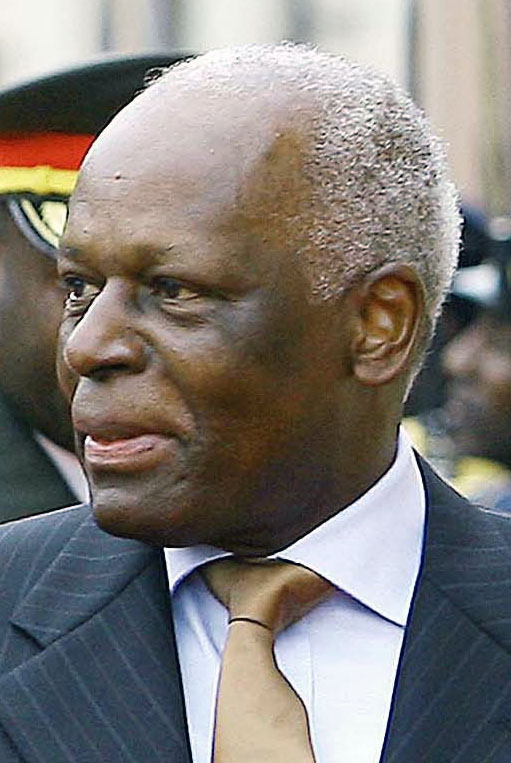
José Eduardo dos Santos
8 juli

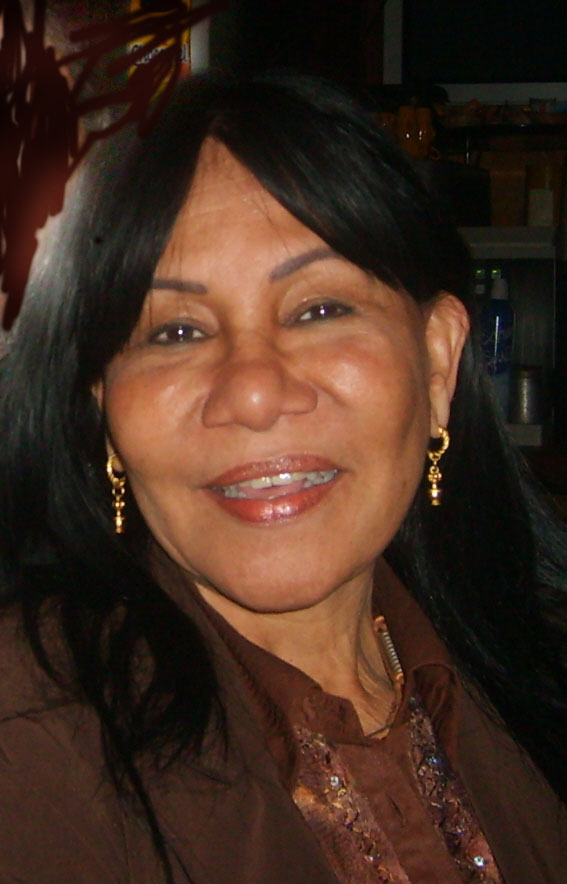
Diana Lebacs
11 juli

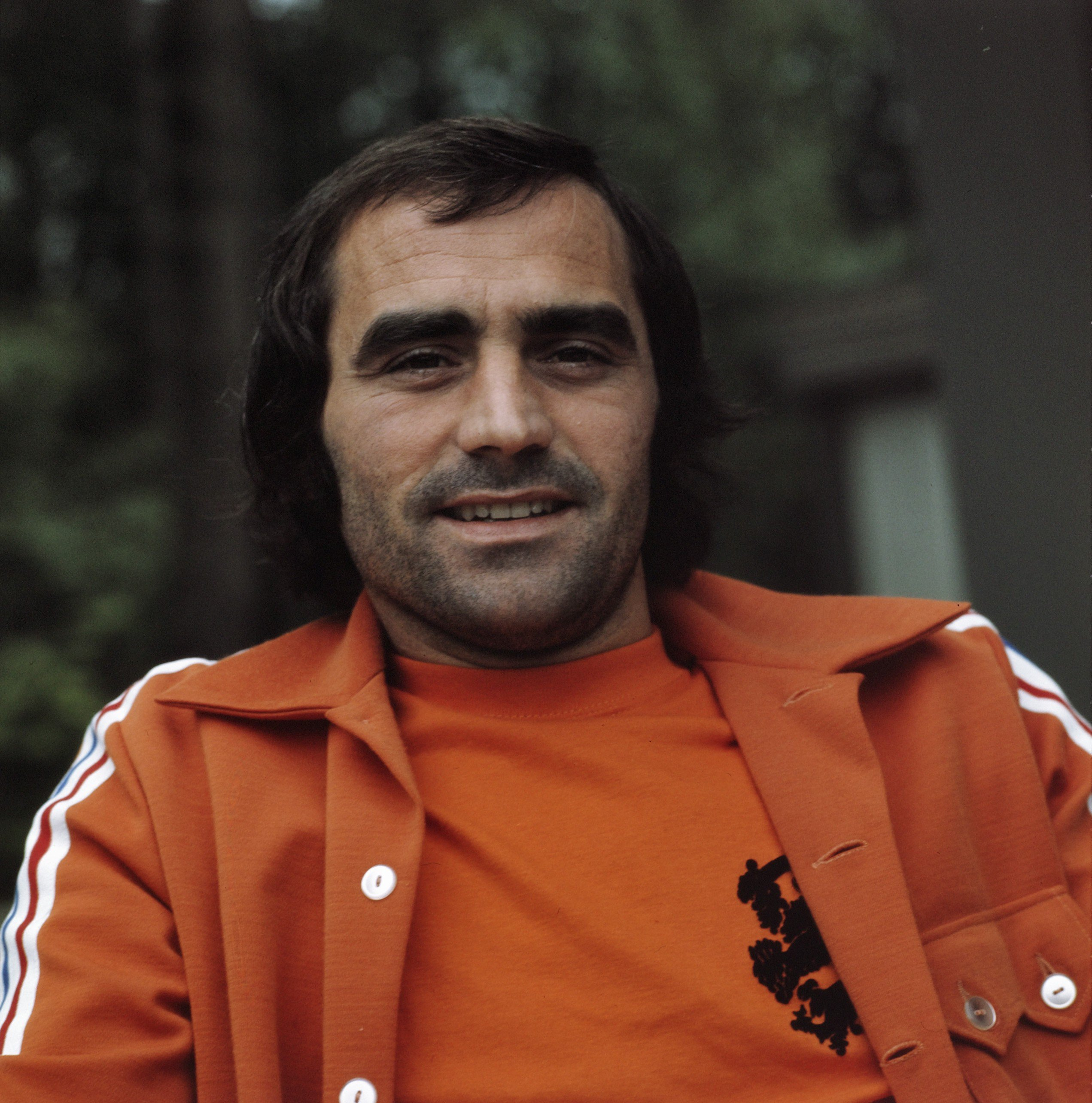
Pleun Strik
14 juli

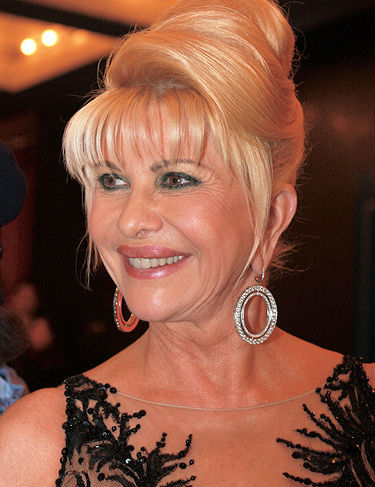
Ivana Trump
14 juli

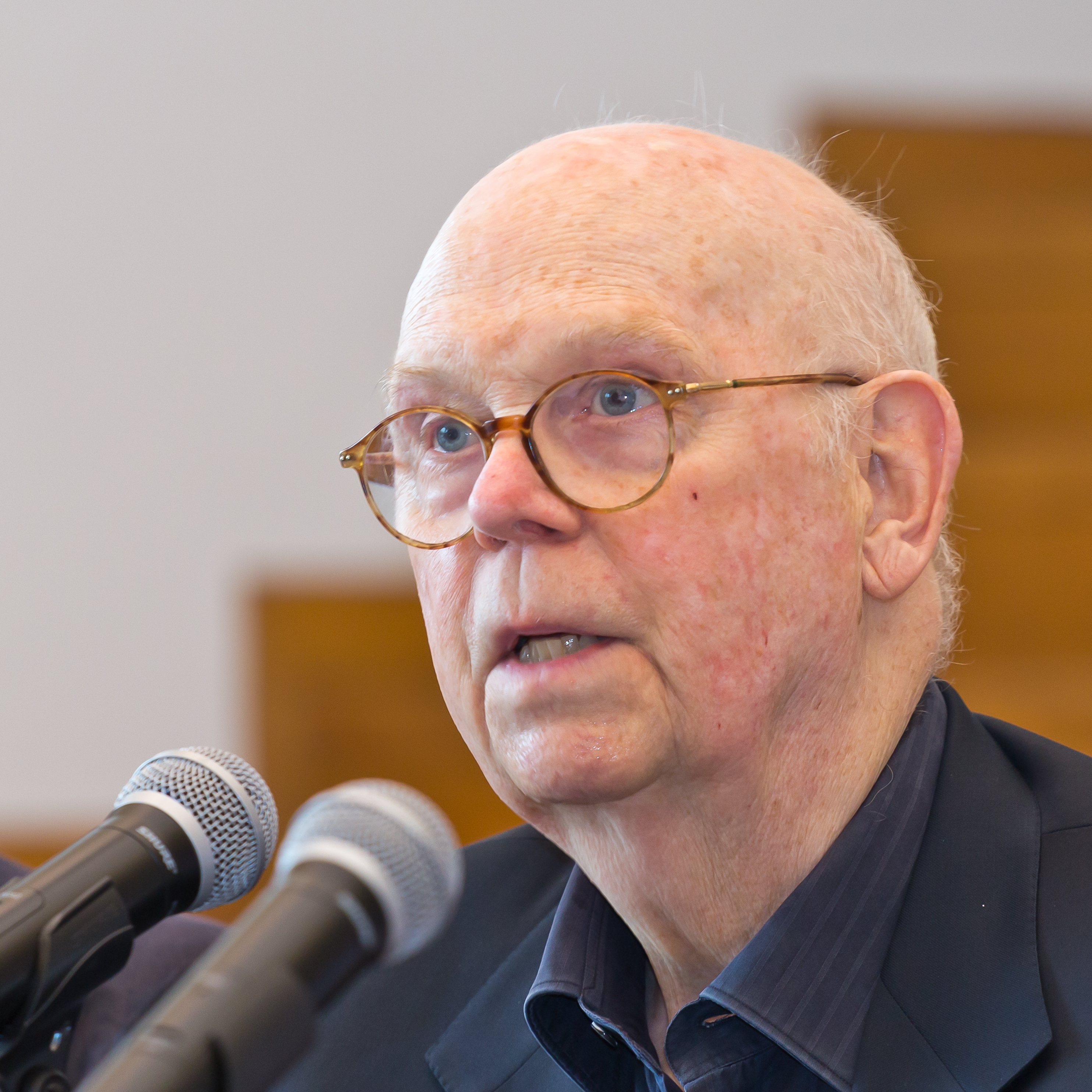
Claes Oldenburg
18 juli

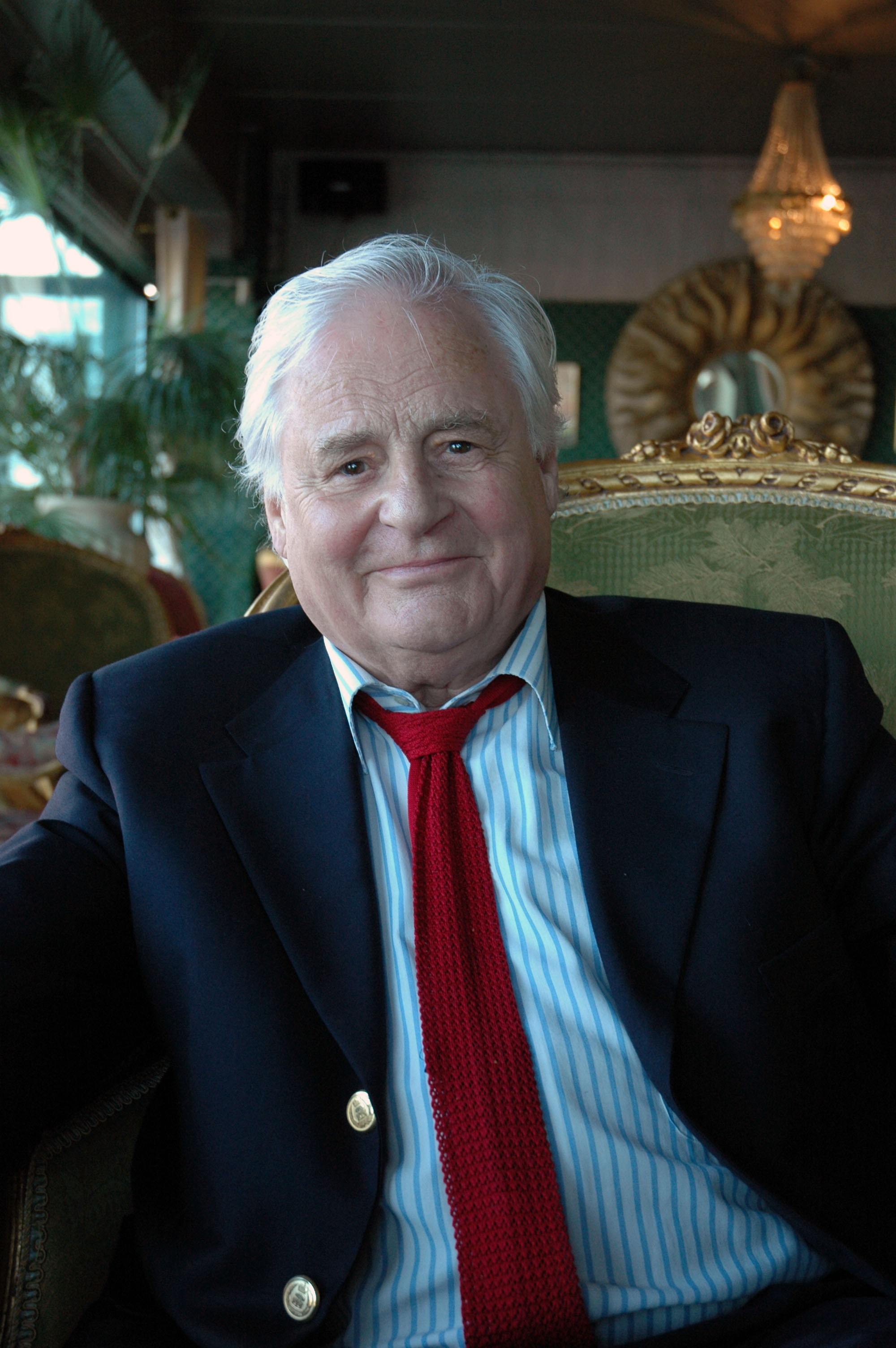
Rinus Ferdinandusse
23 juli

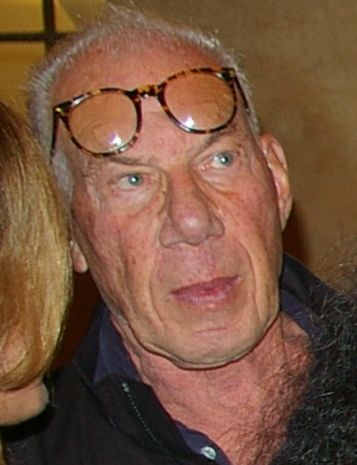
Bob Rafelson
23 juli

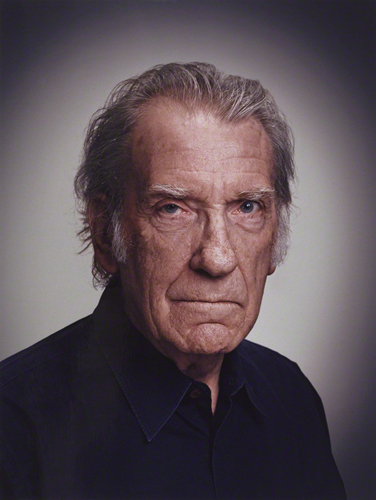
David Warner
24 juli

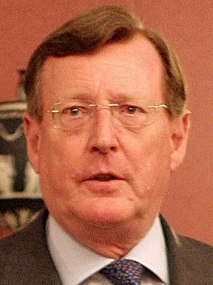
David Trimble
25 juli

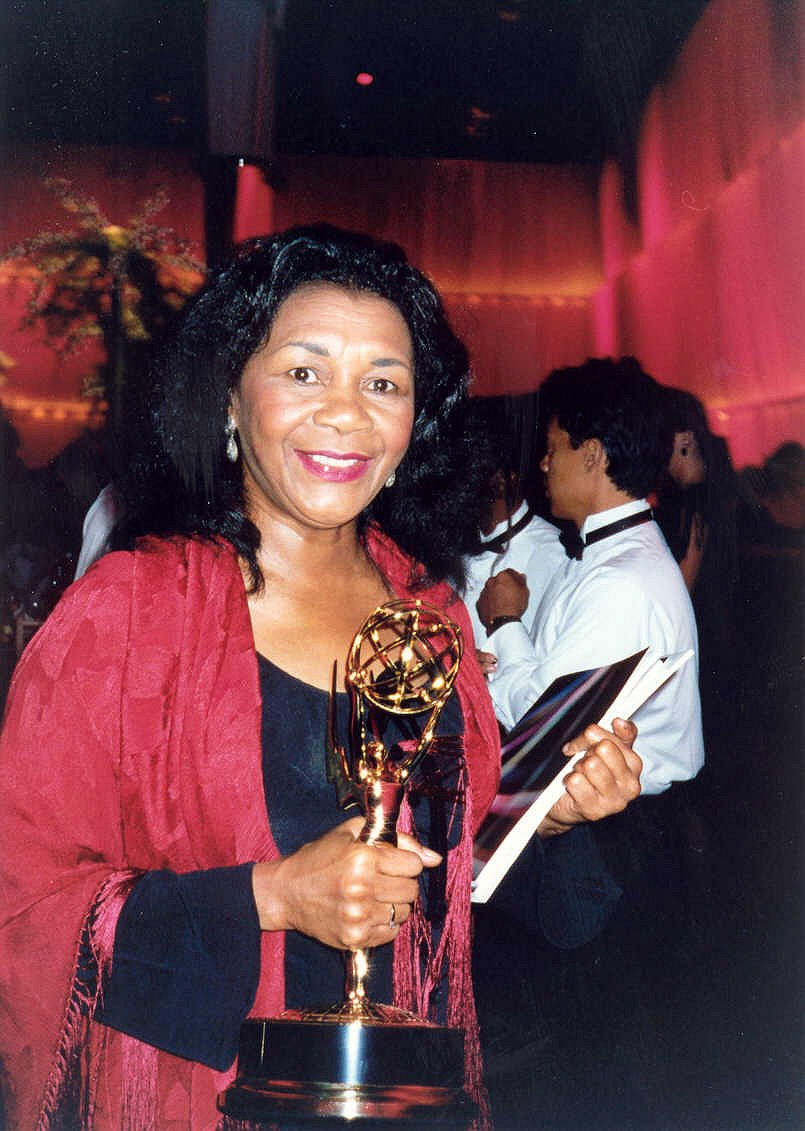
Mary Alice
27 juli

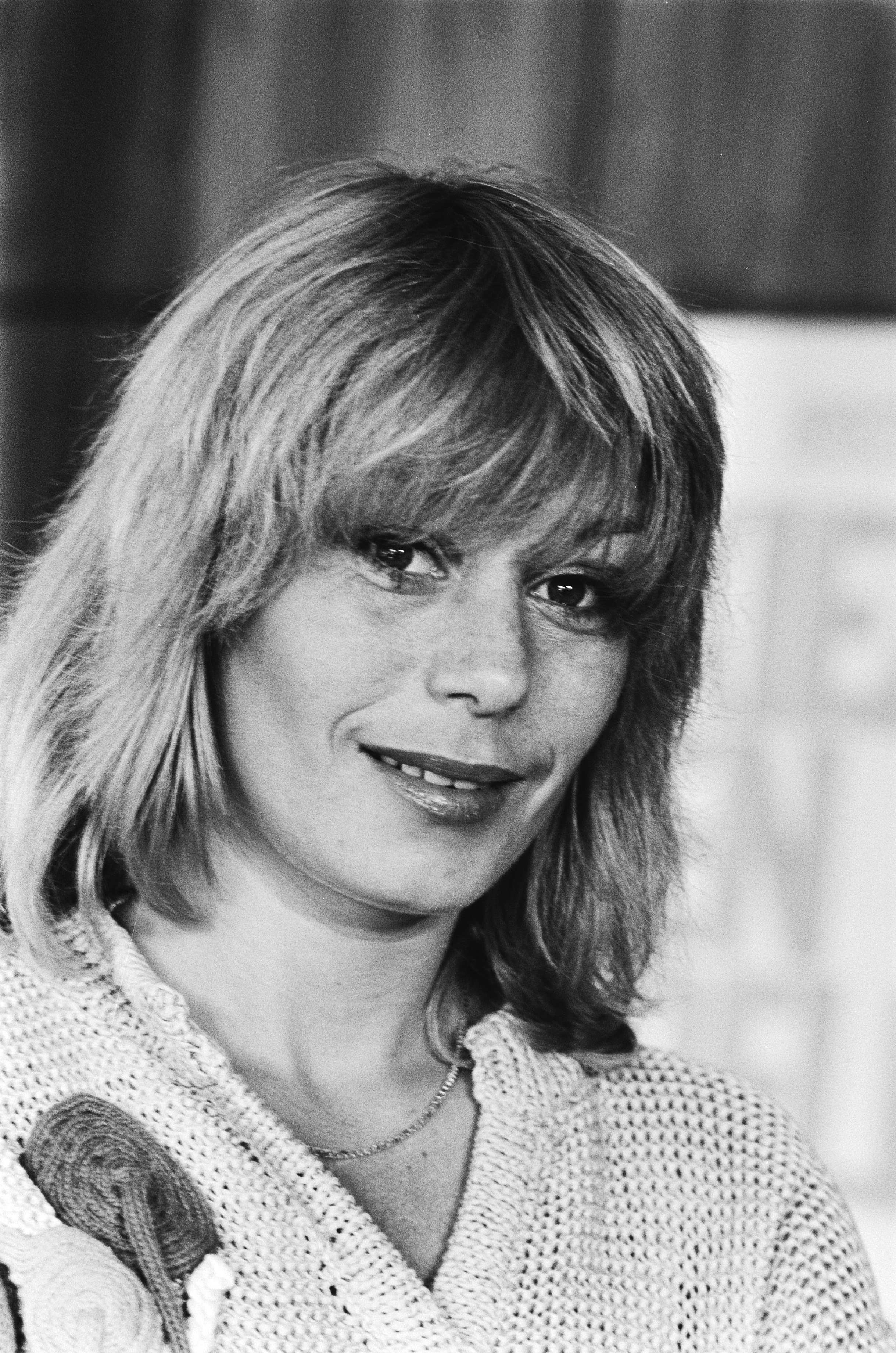
Leontien Ceulemans
28 juli

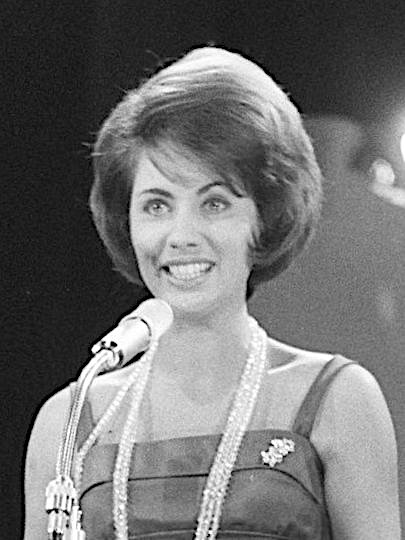
Margot Eskens
29 juli

| 1 | 2 | 3 | 4 | 5 | 6 | 7 | 8 | 9 | 10 | 11 | 12 | 13 | 14 | 15 | 16 | 17 | 18 | 19 | 20 | 21 | 22 | 23 | 24 | 25 | 26 | 27 | 28 | 29 | 30 | 31 |
| - | - | - | - | - | - | - | - | - | -- | -- | -- | -- | -- | -- | -- | -- | -- | -- | -- | -- | -- | -- | -- | -- | -- | -- | -- | -- | -- | -- |

### 1 juli
- Ed Berg (89), Nederlands politicus, bestuurder en lid van de Raad van State[1]
- Tjahjo Kumolo (64), Indonesisch politicus[2]

### 2 juli
- Peter Brook (97), Brits theaterproducent en filmregisseur[3]
- Susana Dosamantes (74), Mexicaans actrice[4]
- Andy Goram (58), Schots voetballer[5]
- Edward Meeks (90), Amerikaans acteur[6]
- Laurent Noël (102), Canadees bisschop[7]

### 3 juli
- Robert Curl (88), Amerikaans scheikundige en Nobelprijswinnaar[8]
- Wiro Fagel (87), Nederlands abt[9]

### 4 juli
- Richard J. Bernstein (90), Amerikaans filosoof[10]
- Alan Blaikley (82), Brits liedjesschrijver en muziekproducent[11]
- Remco Campert (92), Nederlands dichter en schrijver[12]
- Bunna Ebels-Hoving (89), Nederlands mediëviste[13]
- Mona Hammond (91), Brits-Jamaicaans actrice[14]
- Cláudio Hummes (87), Braziliaans kardinaal[15]
- Janusz Kupcewicz (66), Pools voetballer[16]
- Ronald Moon (81), Amerikaans opperrechter[17]

### 5 juli
- Arne Åhman (97), Zweeds atleet[18]
- Manny Charlton (80), Brits gitarist[19]
- Alfred Koerppen (95), Duits componist[20]
- Joop Korzelius (96), Nederlands drummer[21][22][22]
- Lenny Von Dohlen (63), Amerikaans acteur[23]

### 6 juli
- James Caan (82), Amerikaans acteur[24]
- Martin Kersten (68), Nederlands hoogleraar[25]
- Arnaldo Pambianco (86), Italiaans wielrenner[26]
- Hans Wortmann (72), Nederlands computerwetenschapper en hoogleraar[27]
- Wim Quist (91), Nederlands architect[28]
- Anton Zijderveld (84), Nederlands socioloog[29]

### 7 juli
- Jacob Nena (80), president van Micronesië[30]
- Adam Wade (87), Amerikaans zanger, muzikant en acteur[31]

### 8 juli
- Shinzo Abe (67), Japans premier[32]
- Luis Echeverría (100), Mexicaans president[33]
- Gregory Itzin (74), Amerikaans acteur[34]
- Angel Lagdameo (81), Filipijns aartsbisschop[35]
- José Eduardo dos Santos (79), Angolees president[36]
- Tony Sirico (79), Amerikaans acteur[37]
- Mauritz von Strachwitz (92), Duits autocoureur[38]

### 9 juli
- Peter Baauw (81), Nederlands rechtsgeleerde[39]
- John Gwynne (77), Brits sportcommentator[40][41]
- Gerrit Hensens (92), Nederlands burgemeester[42]
- L.Q. Jones (94), Amerikaans acteur en filmregisseur[43]
- Barbara Thompson (77), Brits jazzmuzikante[44]

### 10 juli
- Busi Lurayi (36), Zuid-Afrikaans actrice[45]

### 11 juli
- Diana Lebacs (74), Curaçaos auteur, zangeres, actrice en vertaalster[46]
- Monty Norman (94), Brits filmmuziekcomponist en zanger[47]

### 12 juli
- Philip Lieberman (87), Amerikaans taalkundige[48]
- Marcel Mourmans (85), Nederlands ondernemer[49]
- Bramwell Tovey (69), Brits componist, dirigent en pianist[50]
- Noël Vanclooster (78), Belgisch wielrenner[51]
- Jan Wijn (88), Nederlands pianist en pianopedagoog[52]

### 13 juli
- Arturo Alessandri Besa (98), Chileens advocaat, zakenman en politicus[53][54]
- Herbert Noord (78), Nederlands hammondorganist[55]
- Charlotte Valandrey (53), Frans actrice en schrijfster[56]
- Dieter Wedel (82), Duits regisseur[57]

### 14 juli
- Walter De Mulder (89), Belgisch fotograaf[58]
- Jürgen Heinsch (82), Duits voetballer[59]
- Evert van Hemert (70), Nederlands beeldhouwer[29]
- Francisco Morales-Bermúdez (100), Peruaans president[60]
- Eugenio Scalfari (98), Italiaans journalist en schrijver[61]
- Pleun Strik (78), Nederlands voetballer[62]
- Ivana Trump (73), Tsjechisch-Amerikaans model en zakenvrouw[63]

### 15 juli
- Frans Baert (96), Belgisch politicus[64]
- Piet Doedens (79), Nederlands advocaat[65]
- William Hart (77), Amerikaans zanger[66]
- Georgi Jartsev (74), Russisch voetballer en voetbaltrainer[67][68]
- Paul Ryder (58), Brits bassist[69]

### 16 juli
- Elly Appel (69), Nederlands tennisster[70]
- Herbert W. Franke (95), Oostenrijks wetenschapper en schrijver[71]
- José Guadalupe Galván Galindo (80), Mexicaans bisschop[72]
- Ramon Norden (79), Surinaams dammer[73]
- Idris Phillips (64), Amerikaans muziekproducent, muzikant, singer, songwriter[74]

### 17 juli
- Eric Flint (75), Amerikaans auteur en uitgever[75]
- César Pedroso (75), Cubaans pianist en componist[76]
- Francesco Rizzo (79), Italiaans voetballer[77]

### 18 juli
- Rebecca Balding (73), Amerikaans actrice[78]
- Ottavio Cinquanta (83), Italiaans sportbestuurder[79]
- Juul Kabas (77), Belgisch volkszanger[80]
- Don Mattera (87), Zuid-Afrikaans dichter en schrijver[81]
- Claes Oldenburg (93), Zweeds-Amerikaans beeldhouwer, schilder en graficus[82]

### 19 juli
- Michael Henderson (71), Amerikaans zanger en muzikant[83]
- Henkie (Henk Leeuwis) (76), Nederlands zanger[84]
- William Richert (79), Amerikaans filmregisseur, filmproducent, scenarioschrijver en acteur[85]
- Michael Urgacz (Beam), Duits danceproducer[86]

### 20 juli
- Cas Enklaar (79), Nederlands acteur[87]
- Bernard Labourdette (75), Frans wielrenner[88]
- Dick Verhoeven (67), Nederlands burgemeester[89]
- Frederick Waite jr. (55), Brits drummer[90]

### 21 juli
- Taurean Blacque (82), Amerikaans acteur[91]
- Paddy Hopkirk (89), Brits rallyrijder[92]
- Uwe Seeler (85), Duits voetballer[93]

### 22 juli
- Emilie Benes Brzezinski (90), Zwitsers-Amerikaans beeldhouwster[94]
- Peter Lübeke (69), Duits voetballer[95]
- Stefan Soltész (73), Hongaars-Oostenrijks dirigent[96]
- André Truyman (89), Belgisch priester, journalist en programmamaker[97]
- Stuart Woods (84), Amerikaans schrijver[98]

### 23 juli
- Rinus Ferdinandusse (90), Nederlands schrijver en journalist[99]
- Diane Hegarty (80), Amerikaans satanist[100]
- Anton Houdijk (90), Nederlands burgemeester[101]
- Marie Leonhardt-Amsler (93), Nederlands-Zwitsers violist[102]
- Ashvin Luximon (38), Brits acteur[103]
- Bob Rafelson (89), Amerikaans filmregisseur[104]

### 24 juli
- Carla Cassola (75), Italiaans actrice[105]
- Tim Giago (88), Amerikaans journalist en uitgever[106]
- Win Remmerswaal (68), Nederlands honkballer[107][108]
- David Warner (80), Brits acteur[109]

### 25 juli
- Martin How (91), Brits componist, organist en koordirigent[110]
- Kyaw Min Yu (53), Myanmarees activist en schrijver[111]
- Henk Pröpper (90), Nederlands politicus[112]
- Knuts Skujenieks (85), Lets schrijver, vertaler en journalist[113]
- Paul Sorvino (83), Amerikaans acteur[114]
- Zayar Thaw (41), Myanmarees activist en artiest[111]
- David Trimble (77), Brits (Noord-Iers) politicus en Nobelprijswinnaar[115]

### 26 juli
- Daniël Cardon de Lichtbuer (91), Belgisch ambtenaar en bankier[116]
- Hans Claessen (91), Nederlands hoogleraar[117]
- Bruno Foresti (99), Italiaans bisschop[118]
- Sy Johnson (92), Amerikaans jazzpianist en arrangeur[119]
- James Lovelock (103), Brits wetenschapper en onderzoeker[120]
- Uri Orlev (91), Pools-Israëlisch kinderboekenschrijver[121]
- Felix Thijssen (88), Nederlands schrijver[122]

### 27 juli
- Mary Alice (80), Amerikaans actrice[123]
- Bernard Cribbins (93), Brits acteur en muzikant[124]
- Jelizaveta Dementjeva (94), Russisch kanovaarster[125]
- Tony Dow (77), Amerikaans acteur[126]
- Burt Metcalfe (87), Canadees televisieproducent en acteur[127]
- Celina Seghi (102), Italiaans skiester[128]
- Philippe Sonnet (57), Belgisch politicus[129]
- Tom Springfield (88), Brits muzikant[130]

### 28 juli
- Leontien Ceulemans (70), Nederlands actrice en presentatrice[131]
- Pietro Citati (92), Italiaans literair criticus en schrijver[132]
- Jószef Kardos (62), Hongaars voetballer[133]
- Marnix Krop (73), Nederlands diplomaat, biograaf[134][135]
- Terry Neill (80), Brits (Noord-Iers) voetballer en voetbaltrainer[136]
- Engel Verkerke (97), Nederlands ondernemer[137]
- Ron Zimmerman (64), Amerikaans scriptschrijver[138]

### 29 juli
- Margot Eskens (85), Duits schlagerzangeres[139]
- Juris Hartmanis (94), Lets informaticus[140]
- Yitzchok Tuvia Weiss (95), Israëlisch opperrabbijn[141]
- Janine van Wely (84), Nederlands actrice[142]

### 30 juli
- Wied van den Braak (90), Nederlands voetballer[143]
- Jean Bobet (92), Frans wielrenner[144][145]
- Pat Carroll (95), Amerikaans actrice en stemactrice[146]
- Nichelle Nichols (89), Amerikaans actrice[147]
- Roberto Nobile (74), Italiaans acteur[148]
- Jan Steeman (76), Nederlands radiopresentator[149]

### 31 juli
- Hartmut Heidemann (81), Duits voetballer[150]
- Hans Kemmink (75), Nederlands modeontwerper en fotograaf[151]
- Mo Ostin (95), Amerikaans muziekproducent[152]
- Fidel Ramos (94), president van de Filipijnen[153]
- Bill Russell (88), Amerikaans basketbalspeler[154]
- Sara Shane (94), Amerikaans actrice[155]
- John Steiner (81), Brits acteur[156]
- Ayman al-Zawahiri (71), Egyptisch terrorist[157][158]

### Datum onbekend
- Shonka Dukureh (44), Amerikaans actrice en zangeres[159]
- Kazuki Takahashi (60), Japans mangaka en spelontwerper[160]

januari ·
februari ·
maart ·
april ·
mei ·
juni ·
juli ·
augustus ·
september ·
oktober ·
november ·
december
1900 ·
1901 ·
1902 ·
1903 ·
1904 ·
1905 ·
1906 ·
1907 ·
1908 ·
1909 ·
1910 ·
1911 ·
1912 ·
1913 ·
1914 ·
1915 ·
1916 ·
1917 ·
1918 ·
1919 ·
1920 ·
1921 ·
1922 ·
1923 ·
1924 ·
1925 ·
1926 ·
1927 ·
1928 ·
1929 ·
1930 ·
1931 ·
1932 ·
1933 ·
1934 ·
1935 ·
1936 ·
1937 ·
1938 ·
1939 ·
1940 ·
1941 ·
1942 ·
1943 ·
1944 ·
1945 ·
1946 ·
1947 ·
1948 ·
1949 ·
1950 ·
1951 ·
1952 ·
1953 ·
1954 ·
1955 ·
1956 ·
1957 ·
1958 ·
1959 ·
1960 ·
1961 ·
1962 ·
1963 ·
1964 ·
1965 ·
1966 ·
1967 ·
1968 ·
1969 ·
1970 ·
1971 ·
1972 ·
1973 ·
1974 ·
1975 ·
1976 ·
1977 ·
1978 ·
1979 ·
1980 ·
1981 ·
1982 ·
1983 ·
1984 ·
1985 ·
1986 ·
1987 ·
1988 ·
1989 ·
1990 ·
1991 ·
1992 ·
1993 ·
1994 ·
1995 ·
1996 ·
1997 ·
1998 ·
1999 ·
2000 ·
2001 ·
2002 ·
2003 ·
2004 ·
2005 ·
2006 ·
2007 ·
2008 ·
2009 ·
2010 ·
2011 ·
2012 ·
2013 ·
2014 ·
2015 ·
2016 ·
2017 ·
2018 ·
2019 ·
2020 ·
2021 ·
2022 ·
2023 ·
2024 ·
2025